# Earl of Mountrath
Earl of Mountrath, in the Queen’s County, war ein erblicher britischer Adelstitel in der Peerage of Ireland.

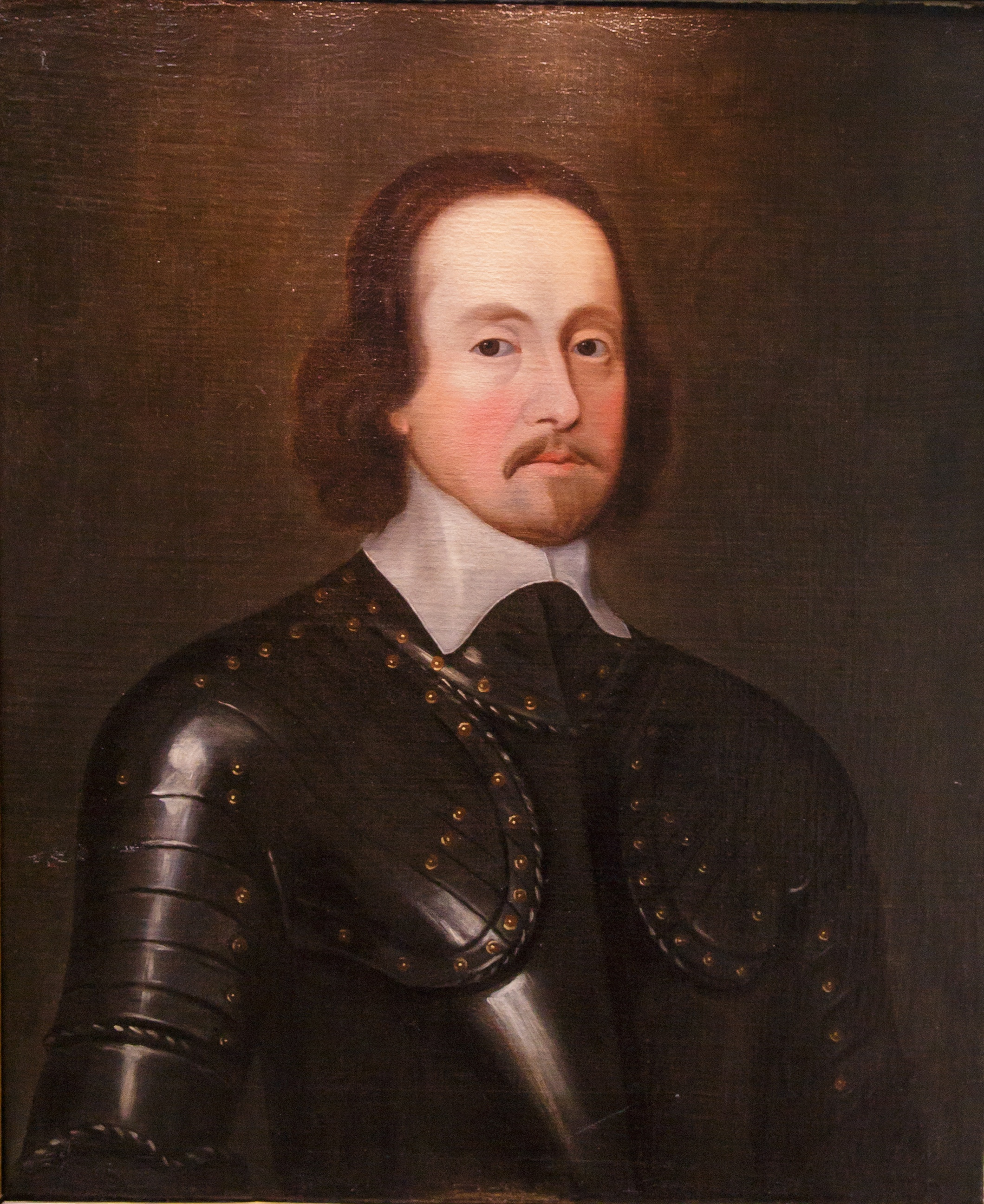
Charles Coote, 1. Earl of Mountrath

## Verleihung und nachgeordnete Titel
Der Titel wurde am 6. September 1660 für den Politiker und Militär Sir Charles Coote, 2. Baronet, geschaffen. Zusammen mit der Earlswürde wurden ihm, ebenfalls in der Peerage of Ireland, die nachgeordneten Titel Viscount Coote, of Castle Coote in the County of Roscommon, und Baron Coote, of Castle Cuffe in the King’s County, verliehen.
Bereits 1642 hatte er von seinem Vater Sir Charles Coote, 1. Baronet (1581–1642) den fortan nachgeordneten Titel Baronet, of Castle Cuffe in the Queen’s County, geerbt, der diesem am 2. April 1621 in der Baronetage of Ireland verliehen worden war.
Seinem Ururenkel, dem 7. Earl, wurde am 31. Juli 1800 in der Peerage of Ireland auch der Titel Baron Castle Coote verliehen. Diese Verleihung erfolgte mit dem besonderen Zusatz, dass dieser Titel in Ermangelung eigener legitimer männlicher Nachkommen auch an seinen entfernten Verwandten, Charles Henry Coote (1754–1823), vererbbar seien. Da der 7. Earl unverheiratet blieb und keine legitimen Nachkommen hinterließ, erloschen das Earldom, die Viscountcy und die Baronie Coote mit seinem Tod am 2. März 1802. Die Baronie Castle Coote fiel gemäß der besonderen Erbregelung an den vorgenannten Charles Henry Coote als 2. Baron und erlosch schließlich 1827. Die Baronetcy fiel an seinen nächsten männlichen Verwandten, nämlich Charles Henry Coote (1794–1864) als 9. Baronet, und besteht bis heute.

## Liste der Earls of Mountrath (1660)
- Charles Coote, 1. Earl of Mountrath (um 1610–1661)
- Charles Coote, 2. Earl of Mountrath (um 1630–1672)
- Charles Coote, 3. Earl of Mountrath (um 1655–1709)
- Charles Coote, 4. Earl of Mountrath (um 1680–1715)
- Henry Coote, 5. Earl of Mountrath (1684–1720)
- Algernon Coote, 6. Earl of Mountrath (1689–1744)
- Charles Henry Coote, 7. Earl of Mountrath (1725–1802)